# Xã Saratoga, Quận Faulk, Nam Dakota
Xã Saratoga (tiếng Anh: Saratoga Township) là một xã thuộc quận Faulk, tiểu bang Nam Dakota, Hoa Kỳ. Năm 2010, dân số của xã này là 150 người.